# Championnats d'Afrique de gymnastique rythmique 2000
Les championnats d'Afrique de gymnastique rythmique 2000 se déroulent du 18 au 26 novembre 2000 à Tunis, en Tunisie.
Les championnats comprennent des épreuves seniors et juniors. Ils sont organisés conjointement avec les championnats d'Afrique de gymnastique artistique 2000.

## Médaillées
| Épreuve                       | Or                        | Argent                    | Bronze            |
| ----------------------------- | ------------------------- | ------------------------- | ----------------- |
| Finales par équipes seniors   |                           |                           |                   |
| Concours général par équipes  | Égypte                    | Afrique du Sud            |                   |
| Finales individuelles seniors |                           |                           |                   |
| Corde                         | Sherin Taama              | Maha El Kachlan           | Jo-Anne Nelson    |
| Cerceau                       | Sherin Taama              | Maha El Kachlan           | Jo-Anne Nelson    |
| Ballon                        | Y Adli Yesmin             | Sherin Taama              | Jo-Anne Nelson    |
| Ruban                         | Y Adli Yesmin             | Maha El Kachlan           | Jo-Anne Nelson    |
| Finales par équipes juniors   |                           |                           |                   |
| Concours général par équipes  | Égypte                    | Afrique du Sud            |                   |
| Finales individuelles juniors |                           |                           |                   |
| Corde                         | Belinda Potgieter         | Renate Janse van Ransburg | N Hoseei el Said  |
| Cerceau                       | N Hoseei el Said          | Shalene Arnold            | A Mai Karam       |
| Ballon                        | Renate Janse van Ransburg | N Hoseei el Said          | Belinda Potgieter |
| Massues                       | Belinda Potgieter         | Shalene Arnold            | N Hoseei el Said  |